# Ardnacrusha (waterkrachtcentrale)

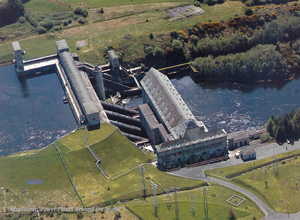
Ardnacrusha Waterkrachtcentrale.

Ardnacrusha is een waterkrachtcentrale in de Shannon nabij het dorp Ardnacrusha, County Clare. Oorspronkelijk werd de centrale aangeduid als The Shannon Scheme maar later werd meer het gehele project met die titel aangeduid.
Ardnacrusha is onderdeel van Ierlands grootste waterkrachtproject en staat aan het einde van een speciaal gebouwd afleidingskanaal. De centrale bevat onder meer vistrappen zodat terugkerende vissen, zoals zalm, de rivier veilig en zonder hinder kan beklimmen
De elektrische centrale bestaat uit drie Francisturbines met verticale schacht die in 1929 in dienst gesteld zijn. In 1934 is daar nog een Kaplanturbine bij gekomen. Zij werken onder een gemiddeld hoogteverschil van 28,5 meter. De opwekkingseenheid was oorspronkelijk ontworpen voor 6 turbines, waarvan er vier direct geplaatst zouden worden.
De 85 MW centrale was in zijn eerste jaren groot genoeg om het gehele land van stroom te voorzien. Tegenwoordig wekt de centrale ongeveer 332.000 MWh per jaar op. De door de centrale opgewekte stroom heeft een spanning van 10,5 kilovolt (kV) doch dit wordt getransformeerd tot 40 kV voor lokale distributie en 110 kV voor lange afstandstransport.

## Achtergrond
Het eerste plan om de kracht van het verval in de Shannon tussen Lough Derg en Limerick te exploiteren, werd reeds in 1844 gepubliceerd door Sir Robert Kane.
Geïnspireerd door Nikola Tesla's waterkrachtcentrale bij de Niagarawatervallen, dat gereed kwam in 1896, kwam kort daarna een nieuw voorstel ter tafel. "Frazer's Scheme" stelde een afleidingskanaal voor dat zou eindigen bij Doonass. Dit voorstel werd mogelijk gemaakt met de Shannon Water and Electric Power Act uit 1901. Het plan voorzag in de combinatie van een waterkrachtcentrale (met name voor de winter) en een stoomturbine om bij lage waterstanden in de zomer bij te kunnen springen. Vanwege de hoge kosten verdween de wet echter op de plank. In 1902 stelde S.F. Dick een iets gewijzigde plan voor, met een groter hoogteverschil in Doonass.
De Britse "Board of Trade" stelde in 1918 een comité in om de verschillende plannen te onderzoeken. Zij keurde de voorstellen van Theodore Stevens goed en publiceerde een rapport in 1922. Deze voorstellen voorzagen in het verhogen van het waterniveau in de stroomopwaarts gelegen meren om extra opslagcapaciteit te verkrijgen van 10 miljard kubieke voet (ca. 28,3 miljoen kubieke meter). Dit zou ongeveer 2,6 miljoen pond gaan kosten. Op hetzelfde moment zag de (toen nog illegale) Ierse Republiek ook de mogelijkheden en Sean Wall, voorzitter van de Limerick County Council en commandant van de East Limerick IRA, vroeg de Council om een nader onderzoek naar het waterpeil in de Shannon. Voor hij hier echter de vruchten van kon plukken werd hij in 1921 bij een vuurgevecht in Annacarty gedood.
In 1924 wees Patrick McGilligan, Minister voor Industrie en Handel van de Ierse Vrijstaat, de ingenieur Dr. Thomas McLoughlin aan om voorstellen in te dienen voor de elektriciteitsopwekking bij de Shannon. Dr. McLoughlin werkte sinds 1922 voor Siemens-Schuckert, een grote Duitse ingenieursmaatschappij, en had zodoende kennis over de modernste technieken. Hij kwam met een voorstel dat ongeveer 5,2 miljoen pond zou gaan kosten. Dit veroorzaakte aanzienlijke politieke commotie, aangezien het jaarbudget voor 1925 maar 25 miljoen pond was. Ondanks de commotie werd het voorstel wel aangenomen.
The Shannon Scheme werd officieel geopend bij de Parteen Villa Stuwdam op 22 juli 1929. Als een van de grootste bouwprojecten van zijn tijd is het aan banden leggen van de Shannon succesvol tot stand gebracht door Siemens. Later fungeerde het project wereldwijd als voorbeeld voor vele andere grootschalige elektrificatie-projecten. De waterkrachtcentrale van Ardnacrusha, de eerste grootschalige elektriciteitscentrale in Ierland, wordt nog steeds beheerd en geëxploiteerd door de Electricity Supply Board, die speciaal hiervoor werd opgericht. De ingebruikname van de centrale had al spoedig gevolgen voor de sociale, economische en industriële ontwikkeling van Ierland.
In 2002, bij het 75-jarig bestaan van de waterkrachtcentrale, werd de unieke prestatie erkend door de Institute of Electrical and Electronics Engineers en de American Society of Civil Engineers. Zij duidden de faciliteit aan als "Engineering Milestone of the 20th century".

## The Shannon Scheme
In 1925, na het aannemen van de Shannon Electricity Act, 1925, kon het werk aan het project beginnen. Tegen 1927 was men al een heel eind gevorderd met de werkzaamheden, wat ook nodig was. Een maximale bouwtijd van 3,5 jaar was in het contract opgenomen met boetes bij overschrijding hiervan. Uiteindelijk kwam het project op tijd klaar en met een kostenoverschrijding van 150.000 pond.
In 1927 werd Electricity Supply Board (ESB) opgericht voor het beheer van de elektriciteitsvoorraad en het opwekken van stroom in zijn algemeenheid. Op dat moment was de Ardnacrusha Waterkrachtcentrale de grootste ter wereld, hoewel het snel voorbijgestoken werd door de Hooverdam waarvan de bouw in 1930 begon.
De ontwikkeling van het project in samenwerking met een Duitse ingenieursmaatschappij betekende dat de meeste ingenieurs en vakmensen Duitsers waren. Er werd een speciaal kamp gebouwd voor de arbeiders die niet uit de buurt kwamen, met daarbij slaapgelegenheid voor 750 man en een eetzaal voor 600 personen. In het begin waren er zo'n 700 banen te vergeven. Tijdens de piekperiode, het graven van het toeleidingskanaal en de bouw van de stuwdam, liep dat op tot 5200. Naarmate het einde van het project naderde liep dat aantal terug tot 2500. Het bouwproject was bij tijden zeer controversieel, met nationale en regeringsdebatten over lonen, leefomstandigheden, stakingen en budgetoverschrijdingen.
De invloedrijke Financial Times was zeer onder de indruk van het resultaat en kwam met het volgende commentaar:
They have thrown on their shoulders the not easy task of breaking what is in reality an enormous inferiority complex and the Shannon Scheme is one - and probably the most vital - of their methods of doing it.

## Milieueffecten
De ingebruikname van het project had en heeft beduidende milieueffecten op het overgebleven deel van de Shannon. De ESB is wettelijk verplicht minimaal 10 m³ water per seconde in de Shannon te laten stromen. In het begin had Ardnacrusha niet al het water nodig zodat het gewoon in de rivier kon vloeien. Met het toenemen van de elektriciteitsbehoefte was ook steeds meer water nodig waardoor de rivier langzaam werd afgeknepen. Tegenwoordig krijgt de rivier standaard het wettelijke minimum aan water, behoudens in erg natte periodes, wat tot verdroging en verlanding van het oude stroombed heeft geleid. Ook de visstand had ernstig te lijden onder de afsluiting, wat enigszins gecorrigeerd is door de aanleg van vistrappen bij de stuwdam.